# Der Zauberflöte zweyter Theil. Das Labyrinth
Der Zauberflöte zweyter Theil. Das Labyrinth oder Der Kampf mit den Elementen (auch: Zweiter Teil der Zauberflöte) ist der Titel einer Oper von Emanuel Schikaneder mit Musik des Komponisten Peter von Winter und die am frühesten entstandene Fortsetzungsoper der Zauberflöte Wolfgang Amadeus Mozarts.

## Entstehung
Das Textbuch dieser „großen heroisch-komischen“ Oper schrieb Mozarts Librettist Schikaneder, der bereits für Die Zauberflöte (1791) den Text verfasst hatte. Komponiert 1797/1798, fand die Uraufführung am 12. Juni 1798 im Wiedner Theater (Wien) statt. Es wirkten mit: Schikaneder selbst als Papageno, Josepha Hofer als Königin der Nacht (die 1806 in Frankfurt am Main von ihrer Schwester Aloisia Lange gesungen wurde), Josephas zweiter Mann Sebastian Mayer als Sarastro, und Mozarts posthumer Schwager Jakob Haibel als Monostatos.

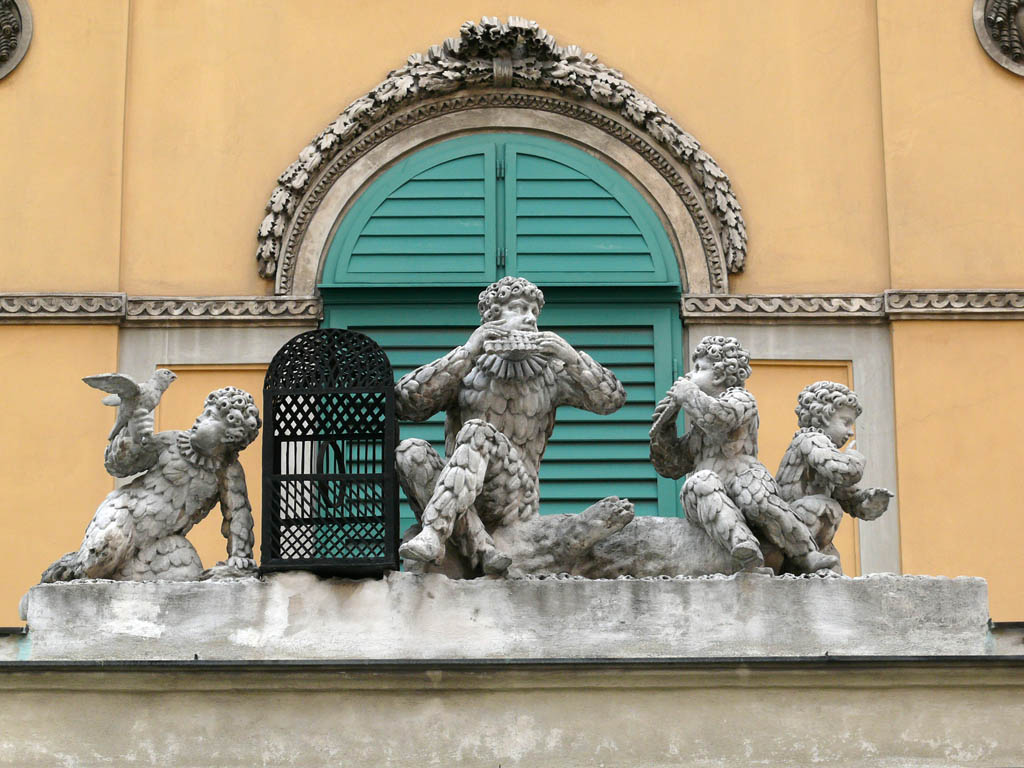
Jacob Schroth: Papagenogruppe am ursprünglichen Hauptportal (Papagenotor) des Theaters an der Wien (1801) in der Millöckergasse. Schikaneder als Papageno mit seinen jüngeren Geschwistern in Der Zauberflöte zweyter Theil (Akt I, Szene 16). Kurz nach dessen Uraufführung im Wiedner Freihaustheater 1798 erfolgten erste Pläne zum Bau dieses Theaters.

## Die Handlung
Die Handlung dieser Oper (zu weiteren Fortsetzungen siehe unten) beginnt kurz nach dem Ende der Handlung der „Zauberflöte“ und schildert die Rivalität und den erneuten Kampf zwischen der Königin der Nacht und Sarastro einerseits, Trennung, Prüfung (in weiteren Erprobungen mit den Elementen Erde und Luft) und Zusammenführung des Paares Tamino und Pamina andererseits sowie die Ereignisse um das Paar Papageno und Papagena; auch diese werden getrennt, wieder zusammengeführt und besonders Papageno verschiedenen Versuchungen ausgesetzt.
Im ersten Akt wird Pamina auf der Hochzeitsfeier von ihrer Mutter entführt, um sie mit Tipheus zu verheiraten, Papageno wird von Papagena getrennt und mit einer Mohrin verkuppelt. Im zweiten Akt findet Papageno Pamina für Tamino, und beide bestehen ihre letzte Prüfung. Papageno kehrt zu Papagena zurück, Tamino besiegt Tipheus, die Königin der Nacht, und ihr Gefolge werden an einen Felsen geschmiedet.
Die Handlung im Detail (die Angaben zur Szeneneinteilung folgen dem Librettoerstdruck der Gesangsnummern (1798) und den Ergänzungen aus den handschriftlichen Überlieferungen des Librettos nach der Edition von Jahrmärker/Waidelich):

### Erster Akt
1. Bild. Prächtiger Garten vor Taminos Palast
Szene 1–5. Im Garten finden sich die Königin der Nacht, ihre drei Damen und Monostatos zusammen. Sie planen die Trennung von Pamina und Tamino: Zwei der Damen sollen in der Gestalt der Venus und des Adonis das Hochzeitspaar zur Untreue verführen, die dritte Dame erscheint als Page. Tipheus, dem Pamina von ihrer Mutter versprochen wurde, und Sithos kommen hinzu und treten der Verschwörung bei, wollen aber auf eigenen Wegen zum Ziel kommen. Monostatos verfolgt sein eigenes Ziel, sich an Papageno zu rächen, durch Verkleidung.
Die verwandelten Damen gehen auf das noch andauernde Hochzeitsfest.
Szene 6. Papageno und Papagena treten vergnügt ihr Glück besingend auf und wieder ab.
2. Bild. Laubenhütte, Mondnacht
Szene 7–13. Sarastro trifft Vorbereitungen für die zweite Prüfung von Tamino und Pamina. Pamina kommt hinzu und ist zuversichtlich auch diese Prüfung gemeinsam mit Tamino bestehen zu können. Sie geht, um sich mit ihm im Hain bei der Laubenhütte zu treffen.
Die beiden in Amor und Venus verwandelten Damen treffen im Hain vor der Laube auf Tamino und Pamina und wollen sich verabschieden. Sie reichen dem Hochzeitspaar einen Abschiedstrank der jedoch ein Liebestrank ist und bewirkt, dass sich Tamino in Venus und Pamina in Amor verliebt. Sarastro jedoch hat alles beobachtet, hebt die Wirkung des Trankes auf und vertreibt die beiden Damen.
Eine Oberpriesterin tritt mit Papageno und Papagena auf und kündigt deren erste Prüfung an: Papagenos Treue wird von der Oberpriesterin und zwei ihrer Priesterinnen in Versuchung geführt, doch Papageno besteht diese Prüfung, aus einem Versteck von Papagena beobachtet.
Die Königin der Nacht erfährt von ihren beiden verwandelten Damen vom misslungenen „Anschlag“ auf Tamino und Pamina. Gemeinsam mit Tipheus will die Königin das Fest des Sonnenkreises stören und Pamina entführen.
3. Bild. Audienzsaal
Szene 14–15. In Sarastros Burg haben sich die Eingeweihten, Sarastro mit Tamino und Pamina versammelt, um der Amtsübergabe beizuwohnen, als Sithos und Tipheus vor der Burg erscheinen. Sarastro empfängt sie und sie übergeben ein Schreiben der Königin der Nacht an Tamino, in dem sie ihre Tochter zurückfordert und im Falle der Nichterfüllung der Forderung mit der Zerstörung der Burg droht. Sithos und Tipheus werden aus dem Saal und der Burg gedrängt, während Sarastro Tamino und Pamina trennt und einzeln ins unterirdische Labyrinth führt, um sie einer Prüfung zu unterziehen.
4. Bild. Strohhütten und Aussicht in einen Wald
Szene 16. Währenddessen streift Papageno allein durch die Wälder und findet dort seine Eltern und seine zahllosen Geschwister.
Szene 17–18. Monostatos versucht (in schwarzfedriger Verkleidung) Papagena durch falsche Versprechungen zu bewegen mit ihm zu gehen. Papageno und seine Familie hindern ihn jedoch daran. Monostatos verspricht daraufhin eine Mohrin zur Geliebten. Die Königin der Nacht tritt in der Verkleidung einer Priesterin auf und macht sich mit Monostatos auf den Weg zum Labyrinth, während Papageno mit seiner Familie ein Fest feiert.
5. Bild. Labyrinth, Felsen, Meer
Szene 19–22. Die Königin der Nacht verfolgt zusammen mit Monostatos und drei weiteren Mohren Pamina durch das Labyrinth und kann sie schließlich unter den Augen des hilflosen Tamino entführen.
6. Bild. Ruinen
Auf einer einsamen Insel trifft die Königin der Nacht auf ihr restliches Gefolge und sie können vor Tamino und Sarastro gerade noch rechtzeitig ins unterirdische Sternenreich entfliehen.
7. Bild. Meerbusen, rückwärts ein prächtig erleuchtetes Schiff
Auf Tipheus’ vor Anker liegendem Schiff will die Königin der Nacht ihre Tochter gerade als Braut übergeben, als ihre Verfolger erscheinen. Die Königin der Nacht verwandelt das Schiff in eine Wolke und alle Insassen können entkommen.

### Zweiter Akt
1. Bild. Ägyptischer Wald mit Affen und Papageien
Szene 1–5. Papageno und Papagena feiern mit ihrer neuen Familie ein Fest, als Monostatos dazukommt und Papageno drei Mohrinnen zur Auswahl als Geliebte anbietet. Er wird daraufhin von der wütenden Papagena entführt, während sich Papageno gegen Gura, die von ihm ausgewählte Liebhaberin wehren muss, die ihn mit Gewalt zwingt bei ihr zu bleiben.
2. Bild. Wie I/6. Ruinen
Szene 6–7. Sarastro lässt sich von den Labyrinthwächtern zu Tamino führen.
3. Bild. Wie I/3. Audienzsaal
Im Thronsaal wird dem halbwahnsinnigen Tamino Mut zugesprochen, um gemeinsam mit den Eingeweihten die Suche nach Pamina und den Kampf fortzusetzen.
4. Bild. Wald
Szene 8–10. Währenddessen muss sich Papageno mit seiner neuen Geliebten Gura im Wald herumschlagen, als Tamino mit Priestern dazukommt und Papageno beauftragt, Pamina für ihn wiederzufinden. Er erhält für dieses Abenteuer sein Glöckchenspiel zurück.
5. Bild. Wie I/7. Meerbusen mit Wolken, ohne Schiff
Szene 11–14. In der Bucht, aus der Pamina von ihrer Mutter entführt wurde, treffen Tamino und Papageno aufeinander, Papageno wird in eine Wolke gesetzt, um zu Pamina zu gelangen. Die Drei Damen und die Königin der Nacht versuchen vergeblich Papageno das Glöckchenspiel abzuluchsen und Papageno macht sich mit den Drei Knaben auf die Reise.
6. Bild. Kabinett von Rauch und Nebel
Szene 15–17. In einem Rauch- und Nebelkabinett der Königin der Nacht wird Pamina auf ihre Hochzeit mit Tipheus vorbereitet. Papageno erscheint und kann trotz der Drei Damen Pamina auf seiner Wolke entführen.
7. Bild. Wie II/4. Wald
Szene 18–19. Währenddessen muss sich Papagena der Nachstellungen Monostatos erwehren.
8. Bild. Wolken, Wasser, Feuer, zwei Berge, in der Höhe der Palast der Königin
Szene 20. Vor dem Wolkenpalast über einer Bergkette kann Tamino mithilfe der Drei Knaben Pamina mit dem Klang seiner Flöte zu sich leiten. Auf der Flucht werden sie von den Drei Damen und der Königin der Nacht verfolgt.
Szene 21.–23. Im Wald wird Papagena durch die Hilfe Papagenos und seiner Familie von Monostatos befreit und dieser in einem Vogelkäfig eingesperrt. Die Königin flieht durch ebendiesen Wald vor dem siegreichen Sarastro.
Szene 24. Auf dem Schlachtfeld stehen sich die Heere Sarastros und Tipheus’ gegenüber. Auf Sarastros Vorschlag soll die Entscheidung in einem Zweikampf zwischen Tamino und Tipheus fallen. Tamino gewinnt den Ringkampf und schleudert Tipheus in den feurigen Abgrund eines Vulkans. Auf dessen Berggipfeln werden die dort angeschmiedete Königin der Nacht sowie ihre gleichfalls angeschmiedeten Drei Damen und Monostatos sichtbar.
Ein Jubelchor beendet die Oper.

## Gestaltung

### Libretto

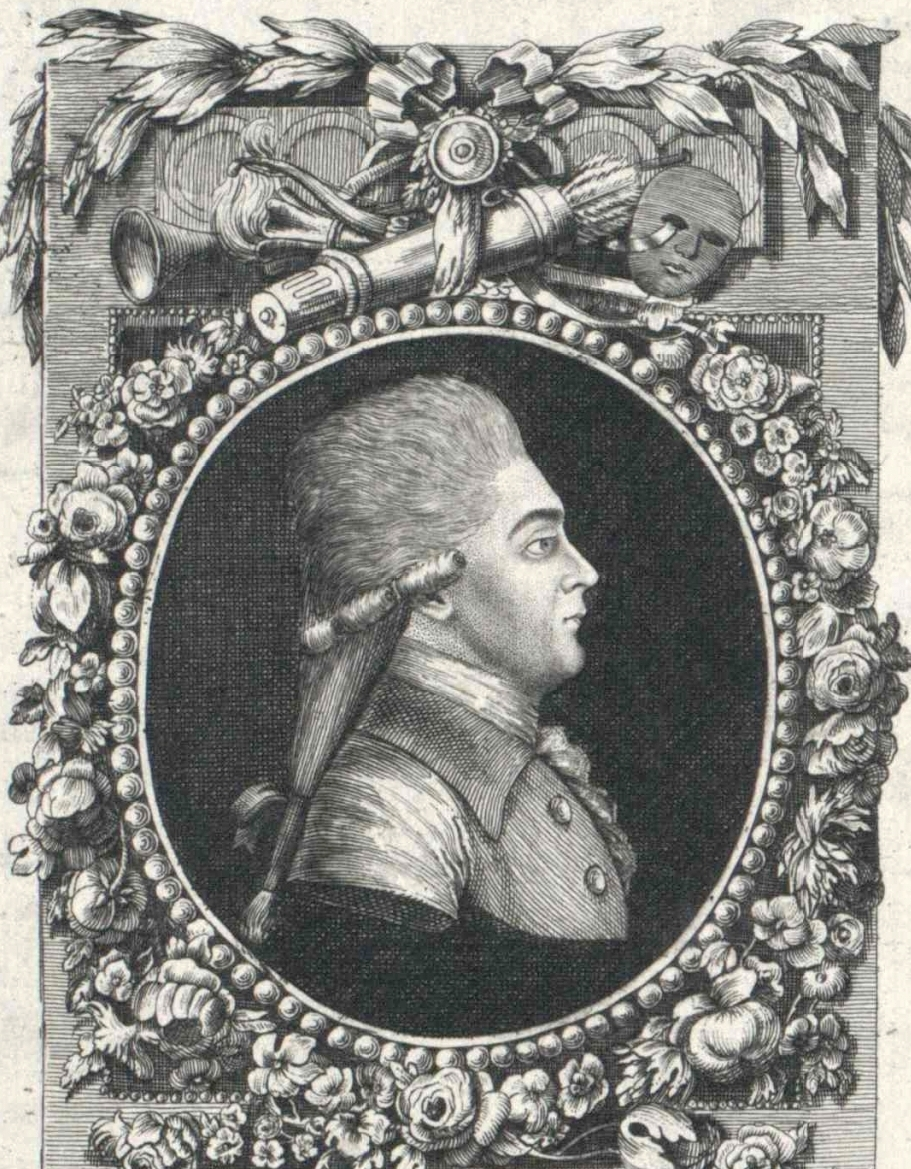
Emanuel Schikaneder

Emanuel Schikaneder gilt heute noch als „gewiss einer der originellsten und einflussreichsten Theatermacher seiner Generation“. Anhand der (ausführlichen) Inhaltsangabe wird deutlich, welchen diskontinuierlichen Aufbau Schikaneders Libretto aufweist, das ganz in der Tradition der „heroisch-komischen Oper“ steht und fast ausschließlich auf frappierende Effekte hin angelegt ist. Die Handlung ist verworren, vermag aber zahlreiche lebendige Situationen für Ensemblenummern zu schaffen. Besonderen Anklang fand und findet die Szene, in der Papageno seine Familie wieder findet und viele kleine Papagenos und Papagenas die Bühne bevölkern. Alexandra Liedtke, die Regisseurin der Salzburger Festspielinszenierung von 2012, sah Schikaneders Libretto „als ein großes Märchen […], in dem das Beispielhafte und Spielerische im Vordergrund stehen.“

### Instrumentation
Die Orchesterbesetzung der Oper enthält die folgenden Instrumente:
- Holzbläser: zwei Flöten, zwei Oboen, zwei Klarinetten, zwei Fagotte
- Blechbläser: zwei Hörner, zwei Trompeten, drei Posaunen
- Pauken, Glockenspiel
- Streicher: Violine 1, Violine 2, Bratschen, Violoncelli, Kontrabässe
- Bühnenmusik: zwei Oboen, Fagott, zwei Hörner, Panflöten, Tamburine

### Musik

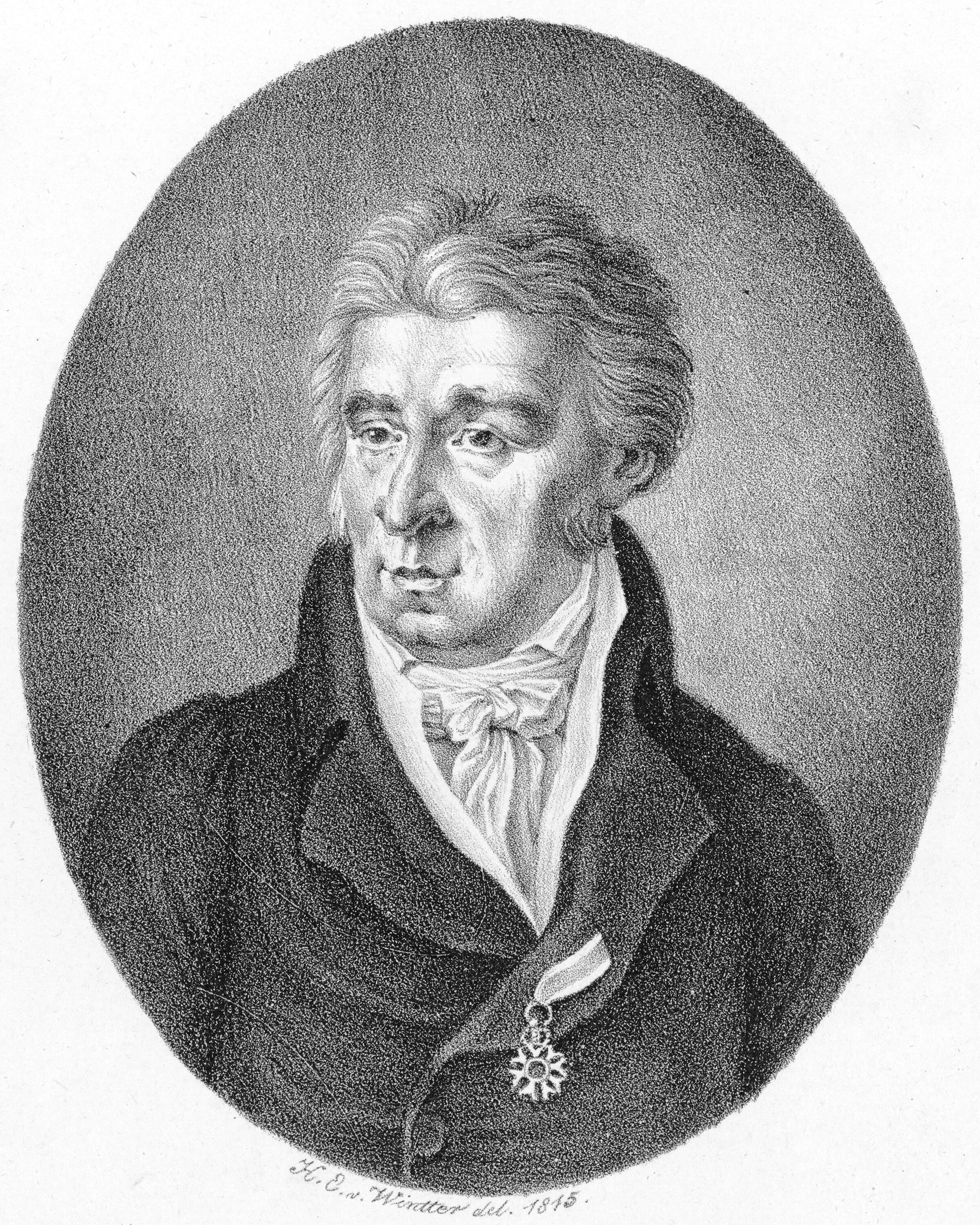
Peter von Winter

Schikaneder setzte in den „kurpfalz-bairischen“ Kapellmeister Peter von Winter höchste Erwartungen, denn das Werk sollte nach dem 1797 von Johann Mederitsch und Winter gemeinsam verfassten Werk Babylons Pyramiden gleichfalls eine zugkräftige Oper werden. Eine Erkrankung Schikaneders verursachte zunächst eine Überziehung der Beurlaubung des Münchner Kapellmeisters von Bayerischen Hofdiensten, dadurch wurde ihm das dortige Gehalt gestrichen. Winters künstlerische Ansprüche gerieten in Konflikt mit dem „Theateralltag“ von Schikaneders Wiedner Theater, so dass seine eigentliche Könnerschaft, wie er sie in Das unterbrochene Opferfest (Hofoper Wien 1796) oder später in Maometto (Mailänder Scala 1817) unter Beweis stellte, nicht in vollem Maße zur Geltung kommen konnte. Die Ouverture ist als eine Art Potpourri der Oper angelegt, indem einige Themen aus den Finales zitiert und verarbeitet werden. Sonnleithner hebt in seinem Artikel die szenisch und musikalisch reizvollen Ensemblenummern hervor, deren Anlehnung an Vorlagen aus der Zauberflöte er jedoch tadelt. Sonnleithners Résumé lautet, die Musik sei „theilweise gefällig, nicht selten aber langweilig; nirgends erwärmend und ergreifend.“

## Werkgeschichte

### Überlieferung
Heute sind zeitgenössische Klavierauszüge in vier verschiedenen Ausgaben und (mindestens) acht Partiturkopien bekannt. Der zur Uraufführung erschienene Librettodruck enthielt lediglich den Text der Gesangsnummern. Die Dialoge sind dagegen nur in handschriftlichen Text- bzw. Rollenbüchern erhalten, aber allem Anschein nach bis 1991 unbekannt geblieben. Das vollständige Textbuch enthält das Buch von Jahrmärker/Waidelich.

### Zeitgenössische Kritik
Der außergewöhnliche Erfolg der Zauberflöte wiederholte sich nicht. Die Aufführungszahlen (für Wien sind 67 Vorstellungen nachgewiesen) belegen eine interessierte Aufnahme durch das Publikum, auch, als in den Jahren 1799 bis 1803 beide Teile der Zauberflöte an aufeinanderfolgenden Abenden gegeben wurden.
Alle zeitgenössischen Kritiken und Rezensionen rügen an erster Stelle die Mängel des Librettos in Handlung und Sprache. Die Musik wird als mittelmäßig, mit wenigen Glanzpunkten, beschrieben. In den Augen der Zeitgenossen sind sowohl Schikaneder als auch Winter weit hinter ihren Fähigkeiten geblieben. Durch alle Äußerungen über diese Oper zieht sich deren Bewertung als „Ausstattungspektakel“ ohne Wert und Anspruch. Leopold von Sonnleithner hat in seiner umfangreichen Beschreibung der Oper in den „Recensionen und Mittheilungen über Theater, Musik und bildende Kunst“ (1862) nicht mit kritischen Bemerkungen und Seitenhieben gespart.

### Fassungen und Bearbeitungen
Für die Berliner Erstaufführung 1803, die noch weitgehend der Originalfassung folgte, wurden Einlagearien von Vincenzo Righini komponiert.
1803 inszenierte auch Schikaneder selbst die Oper in Wien neu und nahm in den beiden Finales erhebliche Kürzungen vor, die vor allem eine Straffung der Handlung in diesen Teilen bewirkte. Außerdem ließ Schikaneder durch Abbé Vogler die Introduktion des zweiten Aktes bearbeiten sowie Einlagearien und ein Ballet komponieren.
Für die Aufführungen in Frankfurt 1806 gab es Einschübe von Ferdinando Orlandi, und Giuseppe Farinelli. Für diese beiden Inszenierungen wurden auch Dialogpartien erweitert, verändert oder ersetzt. Die Inszenierung 1807 in Nürnberg brachte eine tiefgreifende Bearbeitung der Dialoge mit sozial- und ständekritischen Passagen mit sich.
Das Duett von Papagena und Papageno aus dem ersten Akt („Herbei, herbei ihr Leute“) war Vorlage für Klavier-Variationen von Joseph Wölfl, die bereits im Jahr der Uraufführung erschienen.

### Inszenierungen im 19. Jahrhundert
- 1803: Nationaltheater Berlin
- 1803: Neuinszenierung im Theater an der Wien[13]
- 1806: Frankfurt. Hier gab es eine Einschubarie der Königin der Nacht von Ferdinando Orlandi[14]
- 1807: Stadttheater Nürnberg
- 1817: Ständetheater in Prag
- 1818: Königliches Hoftheater Stuttgart
- 1821: Stadttheater Königsberg
- 1822: Klausenburg
- 1828: Deutsches Theater Pest[15] (letzte belegbare Inszenierung im 19. Jahrhundert)

### Inszenierungen im 20. und 21. Jahrhundert

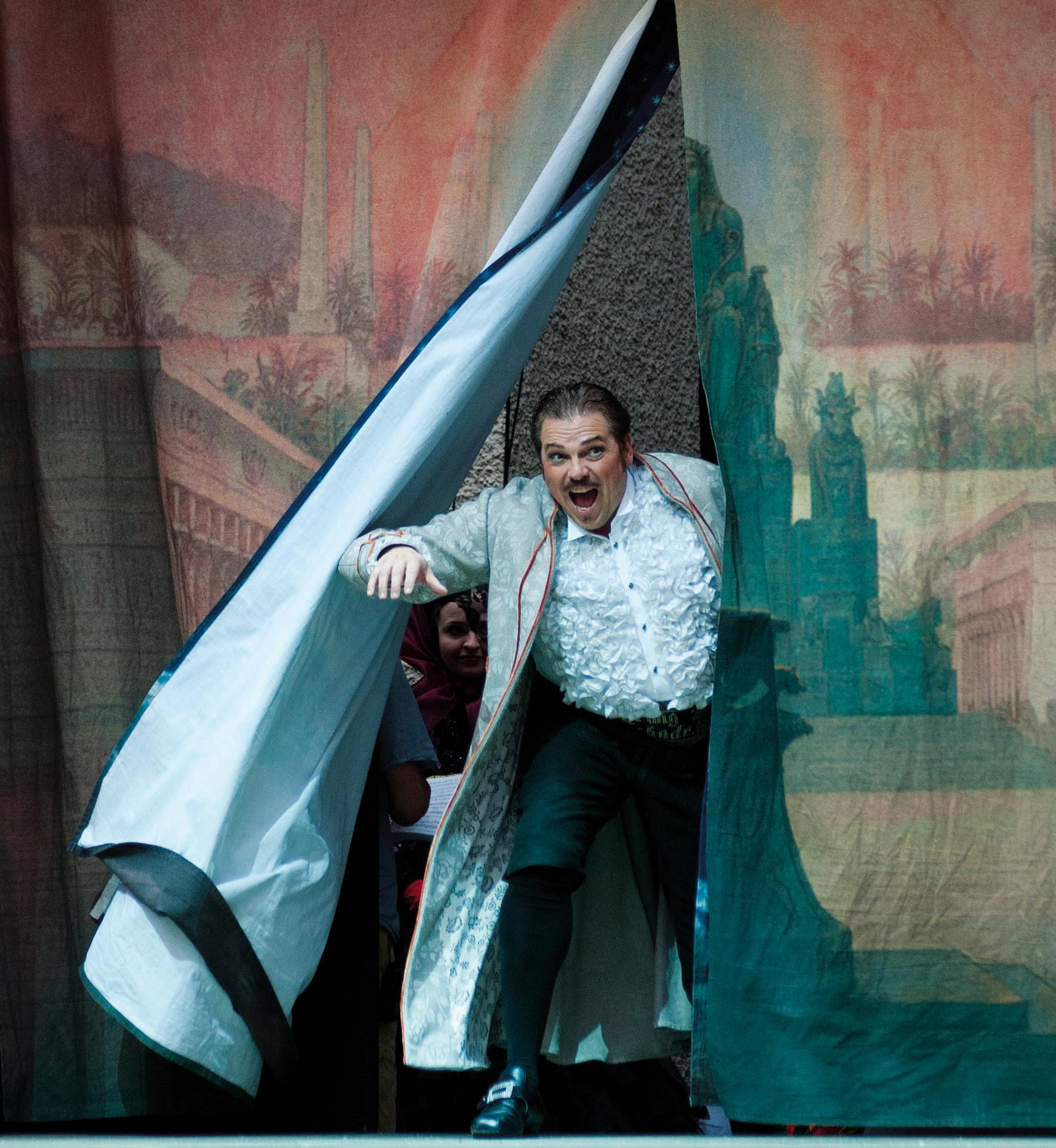
Michael Schade als Tamino in Der Zauberflöte zweyter Theil. Das LabyrinthDas Labyrinth, Salzburger Festspiele 2012

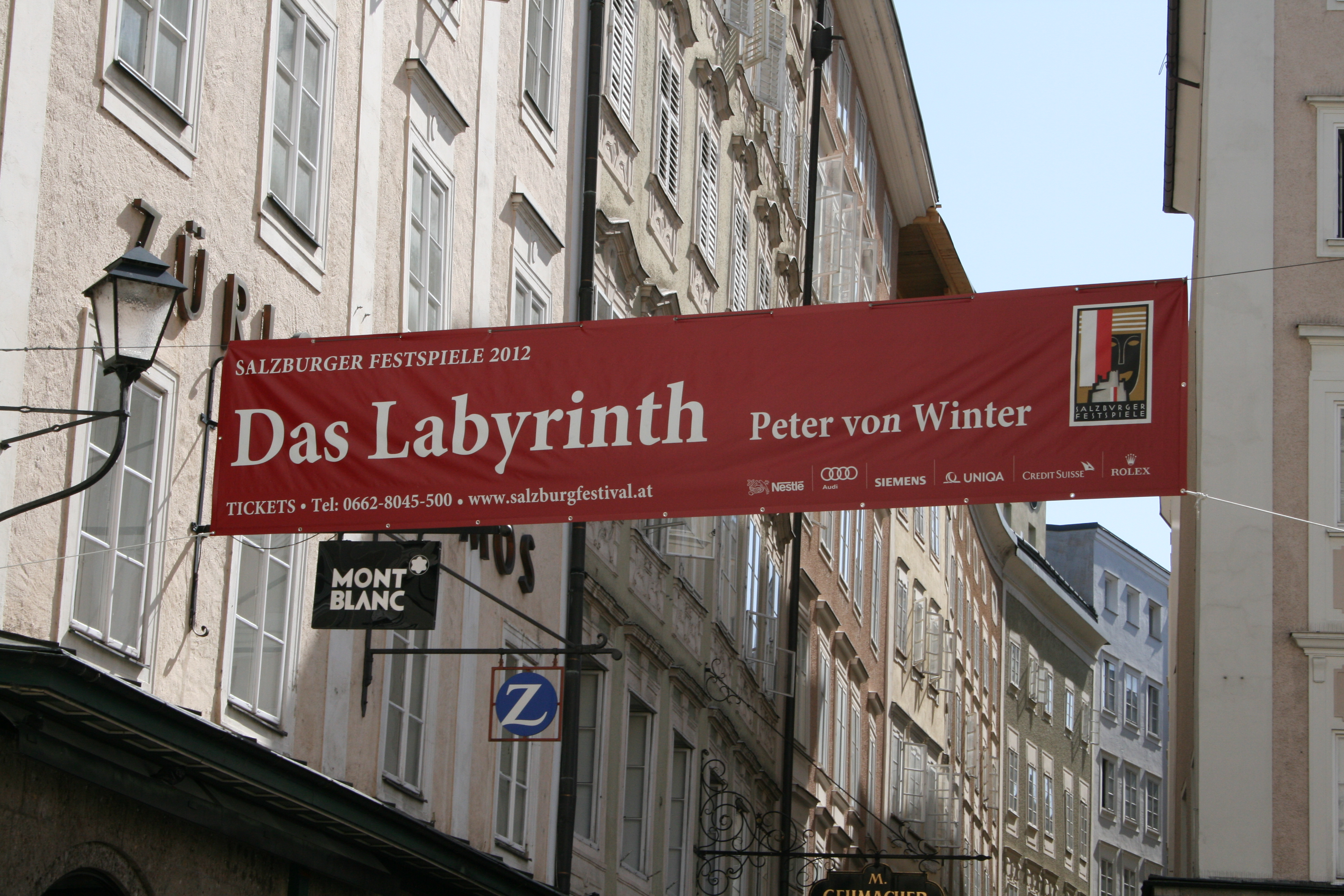
Transparent anlässlich der Salzburger Festspiele 2012

Die Oper wurde wegen der zu dieser Zeit nicht mehr bekannten Dialoge mit neuerfundener Handlung neu inszeniert und zwar
- 1930 als Papagenos Hochzeit im Stadttheater Kiel in der Bearbeitung des Regisseurs und Intendanten Georg Hartmann[16] und
- 1978 in München im Cuvilliés-Theater durch August Everding (Regie), Jürgen Rose (Ausstattung), musikalische Bearbeitung von Hans Martin.
- 2002 wurde die Oper mit gekürztem Text der Dialoge in Chemnitz inszeniert, die Musik (Dirigent: Fabrice Bollon) wurde auch hier gekürzt und teilweise verändert.
- 2011 wurde die Oper als „Oper in kurz“ und als Oper für Kinder im Opernloft in Hamburg aufgeführt. Die neue Dialogfassung stammte von Sören Ingwersen, die musikalische Einrichtung für Klavier, Klarinette und Flöte von Markus Bruker.
- 2012 kam die Oper am 3. August bei den Salzburger Festspielen im Hof der Salzburger Residenz anlässlich des 200. Todestages von Schikaneder zur Aufführung. Die musikalisch und textlich (stark) gekürzte Version – mit Malin Hartelius als Pamina, Julia Novikova als Königin der Nacht, Regula Mühlemann als Papagena, Michael Schade als Tamino, Thomas Tatzl als Junger und Anton Scharinger als Alter Papageno und Clemens Unterreiner als Tipheus – wurde auch für Fernsehen und Rundfunk (Unitel Classica in Koproduktion mit ZDF/3sat) mitgeschnitten. Regie führte Alexandra Liedtke, die musikalische Leitung hatte Ivor Bolton, Choreografie Ismael Ivo, die Ausstattung stammte von Raimund Orfeo Voigt und die Kostüme von Susanne Bisovsky und Elisabeth Binder-Neururer.[17]

### Weitere Fortsetzungen der Zauberflöte im 19. Jahrhundert
Mozarts Zauberflöte fand schon bald nach ihrer Uraufführung zahlreiche Bewunderer. Und obwohl der Text wenig Wertschätzung fand, gab es, neben Schikaneder selbst (der noch 1803 eine zweite Fortsetzung der Zauberflöte ankündigte, dieses Vorhaben jedoch nicht mehr ausführte), noch drei weitere Autoren, die sich mit einer Fortsetzung der Zauberflöte beschäftigten.
Zuerst ist das Zauberflöten-Projekt von Johann Wolfgang von Goethe zu nennen, der sich über den Zeitraum 1795 bis 1801 damit befasste und eine Vertonung durch Paul Wranitzky erwog. Eine brieflich geäußerte Meinung Schillers mag Goethe veranlasst haben, die Arbeit beiseitezulegen. Verschiedene andere interessierten sich für diesen Text, zuerst der Dramatiker und Theaterintendant August Wilhelm Iffland (1798 und erneut 1810), später dann der Komponist Carl Friedrich Zelter (1803 und erneut 1814). Zelter scheint einige Teile von Goethes Text vertont zu haben, die heute aber verloren sind, von Bernhard Anselm Weber ist die Komposition einiger weniger Stücke bezeugt.
1886 kamen zwei weitere Fortsetzungen auf die Bühne. Zelters Enkel Wilhelm Rintel vertonte das Libretto seines Vaters Ludwig Rintel, Zelters Schwiegersohn. Der Titel dieser Oper lautet Die Zauberflöte, II.Teil. Eine weitere Oper, Nitokris, der Zauberflöte zweiter Teil, fußt auf einem Libretto, welches Goethes Fragment mit einbezieht, hier vertonte Heinrich August Schultze das Libretto seines Sohnes Martin Schultze.
Als letzte eigenständige Fortsetzung jenes Jahrhunderts kam 1892 das „Musik-Drama“ Sarastro des Liszt-Schülers Karl Goepfart auf einen Text von Gottfried Stommel zur Uraufführung.